# Báo Barbary
Báo Barbary hoặc báo Bắc Phi từ dãy núi Atlas của Bắc Phi đã bước đầu được mô tả như là một phân loài báo (Panthera pardus panthera) vào cuối thế kỷ thứ 18. Sau khi phân tích di truyền trong những năm 1990, quần thể này được nhóm với báo châu Phi (P. p. pardus). Phân loài này rất hiếm ở Bắc Phi. Chỉ có các quần thể nhỏ vẫn tồn tại dãy núi Atlas của Morocco và Algeria trong thảo nguyên rừng và núi ở độ cao từ 300 đến 2.500 m nơi có khí hậu ôn đới lạnh. Khỉ Barbary cũng sống trong này khu vực và môi trường sống.